# Âmes russes
Pour plus de détails, voir Fiche technique et Distribution.
Âmes russes (Song of Russia) est un drame musical américain en noir et blanc de Gregory Ratoff et László Benedek, sorti en 1944.

## Synopsis
Le chef d'orchestre américain John Meredith et son manager, Hank Higgins, se rendent en Union soviétique peu de temps avant l'invasion allemande. Meredith tombe amoureux de la belle pianiste soviétique Nadya Stepanova alors qu'ils voyagent à travers le pays pour une tournée de quarante villes. Leur bonheur est détruit par la guerre. 

## Fiche technique
- Titre français : Âmes russes
- Titre original : Song of Russia

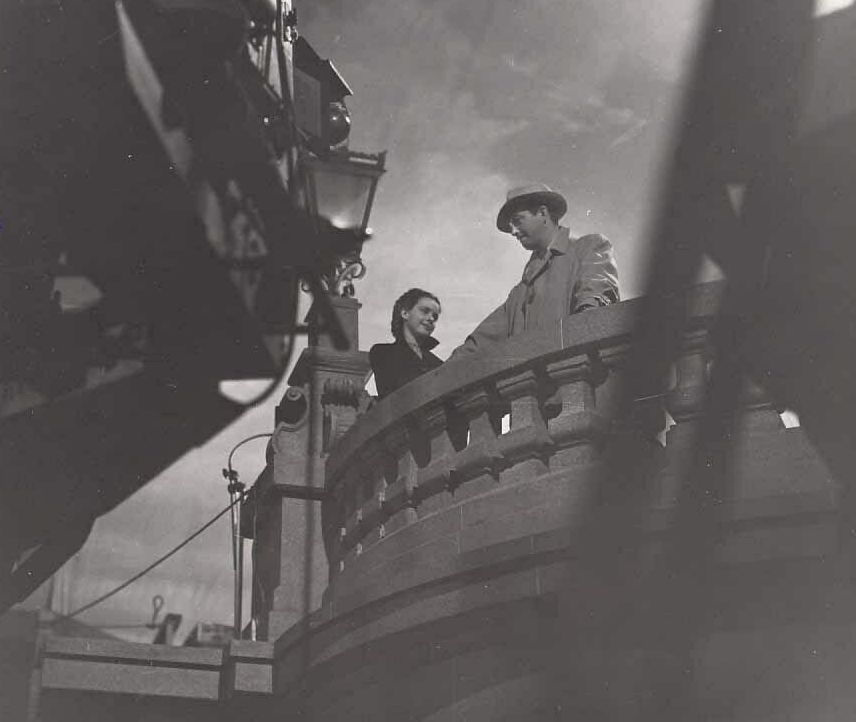
Susan Peters et Robert Taylor sur le tournage du film.

- Réalisation : Gregory Ratoff, László Benedek
- Production : Joe Pasternak, Pandro S. Berman
- Société de production : Metro-Goldwyn-Mayer
- Scénario : Leo Mittler, Victor Trivas, Guy Endore, Paul Jarrico, Richard Collins
- Musique :
- Photographie : Harry Stradling Sr.
- Montage : George Hively, George Boemler
- Son : Douglas Shearer
- Direction artistique : Cedric Gibbons
- Costumes : Irene, Gile Steele (acteurs)
- Pays : États-Unis
- Format : noir et blanc  - 35 mm - 1,37:1 - son : Mono (Western Electric Sound System)
- Genre : drame romantique, Guerre, film musical
- Durée : 107 min
- Dates de sortie : 
  - États-Unis : 10 février 1944
  - France : 5 mars 1948

## Distribution
- Robert Taylor : John Meredith
- Susan Peters : Nadya Stepanova
- John Hodiak : Boris Bulganov
- Robert Benchley : Hank Higgins
- Felix Bressart : Petrov
- Michael Chekhov : Ivan Stepanov
- Darryl Hickman : Peter Bulganov
- Jacqueline White : Anna Bulganov
- Patricia Prest : Stasa Bulganov
- Joan Lorring : Sonia
- Vladimir Sokoloff : Alexander Meschkov
- Leo Mostovoy : Yanovich
- Leo Bulgakov : le professeur Faber
- Zola Karabanova : Natasha Bulganov
- Konstantin Shayne : le soldat blessé
- John Wengraf : le commandant de l'Armée rouge
- Barbara Bulgakov : le conducteur de camion
- Tamara Shayne : Mme Orlova

## Accusation de propagande communiste
En 1944, l'image positive de l'URSS véhiculée dans Âmes russes, est à l'évidence liée à l'alliance entre l'Union soviétique et les États-Unis durant la guerre. Mais à la fin de la guerre et avec le début de la guerre froide, le Comité des activités anti-américaines (HUAC)  qualifie Âmes russes comme l'un des trois exemples reconnus de « films de propagande pro-soviétique » réalisés par Hollywood (les deux autres étant Mission à Moscou et L'Étoile du Nord (1941 et 1943)). Ayn Rand, le consultant de l'HUAC, écrivain pro-capitaliste et anticommuniste d'origine russe, affirme en effet que Âmes russes dépeint une Union soviétique idéalisée, avec une liberté et un confort qui, selon lui, n'ont jamais existé en URSS.
L’acteur du film, Robert Taylor, sera entendu comme témoin "amical" lors des audiences de la HUAC ; à l'issue de l’enquête il dira publiquement qu'il avait été contraint par le studio qui l'employait (la MGM) de faire le film. Gregory Ratoff, le réalisateur d'origine russe de Âmes russes, témoignera de la véracité des déclarations de Robert Taylor : l’acteur avait en effet ouvertement protesté contre l'aspect propagandiste du film dans lequel il allait jouer, mais la MGM lui avait dit de « juste faire le film » sans quoi il serait tenu pour responsable pour rupture de contrat.
L'un des scénaristes du film, Richard Collins, ancien membre du parti communiste et de la Ligue anti-nazie de Hollywood, est, quant à lui devenu tristement célèbre pour avoir dénoncé à la HUAC des personnes dont il savait qu'elles étaient membres du Parti communiste, y compris des amis proches (26 collègues dénoncés au total).